# PegelAlarm
PegelAlarm ist ein weltweiter Gewässerinformations- und Hochwasserwarndienst, der als App (Freemium), Web-Applikation und REST-API veröffentlicht wurde.

## Technologie

### Abgedecktes Gebiet
PegelAlarm sammelt automatisiert Gewässerdaten (wie Wasserstand, Abfluss, Grundwasser) und bietet die Daten in aktueller Form via Web, App und Sprachassistent an. Zudem wird eine Hoch- und Niederwasserwarnung ermöglicht. Das System enthält mit Oktober 2019 über 20.000 Gewässerpunkte aus folgenden Ländern: Österreich, Deutschland, USA, Kanada, Schweiz, Slowakei, Slowenien, Italien, Irland, England, Nordirland, Schottland, Wales und entlang der gesamten Donau. Die Daten werden laufend von über 45 Datenquellen wie Behörden und Ämter von Staaten, Ländern, Gemeinden, Einsatzorganisationen und Unternehmen eingeholt und verarbeitet.

### Warnsystem
Benutzer des Systems können für Gewässer individuelle Warngrenzen aktivieren. Wird diese Warngrenze erreicht, erhalten sie eine Information.

### Plattform
Das System steht auf mehreren Plattformen zur Verfügung:
- Als App für iOS, Android und Windows: Die Warnung erfolgt dabei mittels Push-Nachrichten.
- Auf einer Webseite: Die Warnung erfolgt dabei mittels SMS-Nachrichten.
- Im Alexa-Skill von Amazon Echo können mittels Sprachbefehl aktuelle Wasserstände abgerufen werden.

### Klassifizierung
Die Klassifizierung der Gefahrstufen erfolgt nach den Skalen der lokalen Häufigkeit des Hochwassers. Es wird in 3 Gruppen unterschieden: Kein Hochwasser, Voralarmgrenze und Alarmgrenze. Als Unterstützung werden die Voralarmgrenzen und Alarmgrenzen im System mit den Farben grün, gelb und rot ausgewiesen.

### API
Die PegelAlarm-REST-API bietet einen programmierbaren Lese- und Schreibzugriff auf PegelAlarm-Daten. Damit können Einsatzorganisationen und Unternehmen Daten in eigene Systeme integrieren.

## Geschichte
PegelAlarm wird vom österreichischen Unternehmen SOBOS GmbH betrieben und wurde unter anderem mit dem World Summit Award 2017 ausgezeichnet.